# Conta do Google
Conta do Google refere-se à conta de um usuário específico que tem acesso aos serviços online providos pela empresa. Exemplos comuns de serviços incluem Gmail, YouTube, Google Fotos, Google+, Google Mapas, Blogger, Google Drive, entre outros. Embora não seja necessário uma conta Google para usar um smartphone Android, diversas aplicações do telefone requerem-na.

## Restrições
O limite de idade para abrir uma conta Google é, na maior parte dos países, 13 anos, mas pode ir até ao 16 anos nalguns países. É,  no entanto possível, abrir uma conta Google para uma criança mais nova, com supervisão dos pais e algumas restrições, recorrendo ao Google Family Link.
Em caso de inatividade prolongada, a conta Google pode ser encerrada e o respetivo conteúdo removido.

## Segurança
O serviço inclui como recurso adicional de segurança a autenticação em duas etapas.
Devido à guerra na Ucrânia, a Google aumentou a segurança das contas Google nessa zona.
Em caso de investigações relativas ao cibercrime, as autoridades podem obter da Google informações relativas a uma determinada conta, como endereços de IP utilizados.